# 吉岡妙林
妙林尼（日语：／ Myōrinni；生年不详—卒年不详）是战国时代的女性，大友氏家臣吉岡鑑興的妻子。通常也称吉岡妙林或吉岡林子。她的名字只出现在《大友興廢記》和《両豊記》中，以及在路易斯·弗罗伊斯的文献中出现可能是妙林尼的人物记录。

## 生涯

### 前半生
真名、出生地、出生年份均不明，但据说其父亲是林左京亮或是丹生小次郎正敏。她与吉岡長増的儿子鑑兴（后来改名鎮興）结婚，但在天正6年（1578年），丈夫鎮興在耳川之戰中阵亡，于是她为了哀悼丈夫而出家，自此自称妙林尼。

### 鹤崎城之战
天正14年（1586年），島津氏为了实现九州统一的目标开始侵略大友氏统治的豐後地区，并在戶次川之戰中击败丰臣秀吉派来增援的联合军，造成势不可挡的姿态逐渐控制了豐後各地。島津家久乘胜追击大友宗麟所驻守的臼杵城（丹生岛城），同时命令野村文綱、白浜重政、伊集院久宣等人率领共三千人攻陷鶴崎城。
当时驻守在鹤崎城的城主是吉冈鎮興的儿子统増（甚橘），但由于统増随宗麟一起籠城在臼杵城，因此鹤崎城的指挥权被委托给他的母亲妙林尼。由于年轻的士兵都随统増出城，因此城内和周围只剩下老家臣、农民、妇女和孩子，从战力上看投降是个合理的选择。然而，不愿意放弃城池的妙林尼决定坚守城池，并迅速命令农民们带来家中的板材和榻榻米，用这些材料筑起城堡周围的堡垒，并且还教导农民们使用火枪为最后的战斗做好准备。

### 其后
寺司浜之战（乙津川之战）后的第二天，妙林尼将被自己斩首的63个岛津人送到臼杵城的宗麟手中。丰臣秀吉听闻其武勋后，表示欣赏并希望与之见面，但妙林尼拒绝了。此后她的消息不明，但她的智谋和武勇至今仍被当地传颂。

## 相关作品
- 赤神諒『妙麟』（光文社，2019年7月17日）ISBN978-4334912963

## 备注
- 小说家司马辽太郎在随笔中提及。
- 2009年2月11日播出的『日本史懸疑劇場』（國分佐智子饰演）、2012年6月13日播出的『历史秘话』也曾涉及此事。
- 2009年，大分市鹤崎商店街联合会推出地方振兴的吉祥物“妙林ちゃん”玩偶。[4]

## 相关项目
- 吉岡氏
- 吉岡長增
- 日本女性参战年表